# Michigan Stadium
El Michigan Stadium és un estadi de futbol americà de la Universitat de Michigan, ubicat a Ann Arbor, Michigan, Estats Units.
L'estadi es va construir l'any 1927 amb un cost de 950.000 dòlars i amb capacitat de 72.000 espectadors. El 1955 es va ampliar per superar els 100.000 espectadors, i actualment té una capacitat de 107.601 espectadors (asseguts en banc corregut, no en butaca), després d'una ampliació del seu aforament el 2010. És l'estadi més gran dels Estats Units, superant al Beaver Stadium, i és el segon més gran del món.
En aquest estadi juguen de local els Michigan Wolverines, un equip universitari de futbol americà de la National Collegiate Athletic Association. L'equip ha jugat més de 250 partits consecutius en aquest estadi amb presència de més de 100.000 espectadors. El rècord va ser de 115.109 en un partit contra els Notre Dame Fighting Irish el setembre del 2013.
A més, els Michigan Wolverines d'hoquei sobre gel van jugar a l'estadi al desembre de 2010, enfrontant-se al seu rival estatal, els Michigan State Spartans. El partit va tenir una assistència de 104.173 espectadors, rècord absolut en aquest esport. L'1 de gener del 2014 es va realitzar un partit de la National Hoquei League que enforntava els Detroit Red Wings i els Toronto Maple Leafs, també amb ple total.
D'altra banda, el Manchester United FC i el Reial Madrid es van enfrontar en el Michigan Stadium l'agost de 2014, en el marc del torneig amistós de la International Champions Cup. Van assistir 109.318 espectadors al partit, el que va significar un nou rècord, sent el partit de futbol amb més assistència en la història d'aquest país.

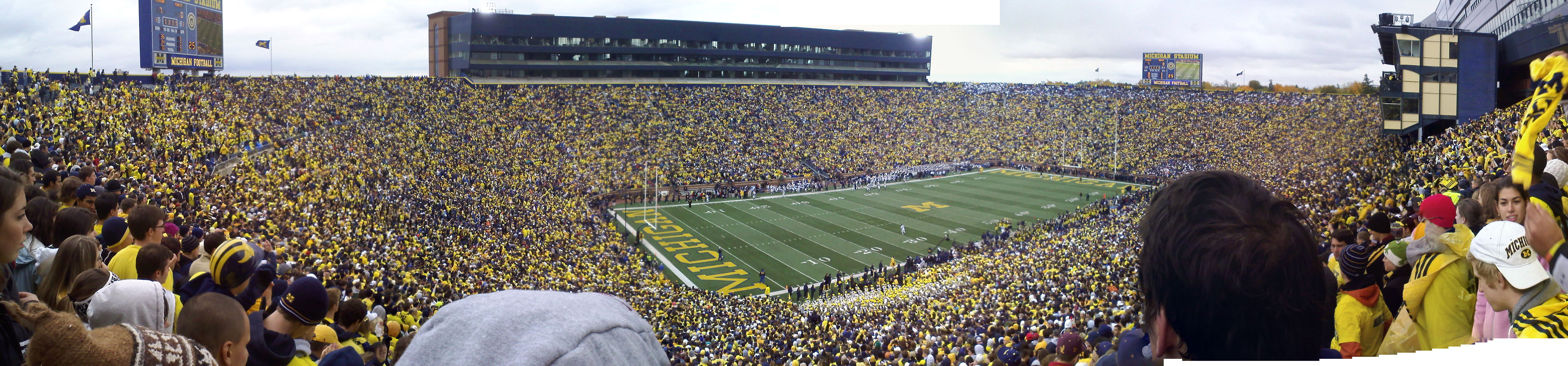
Panoràmica de l'estadi.